# Осгуд (Міссурі)
Осгуд (англ. Osgood) — селище (англ. village) в США, в окрузі Салліван штату Міссурі. Населення — 24 особи (2020).

## Географія
Осгуд розташований за координатами 40°11′50″ пн. ш. 93°21′2″ зх. д. / 40.19722° пн. ш. 93.35056° зх. д. (40.197328, -93.350531).  За даними Бюро перепису населення США в 2010 році селище мало площу 0,47 км², з яких 0,47 км² — суходіл та 0,00 км² — водойми.

## Демографія
Згідно з переписом 2010 року, у селищі мешкало 48 осіб у 19 домогосподарствах у складі 11 родини. Густота населення становила 101 особа/км².  Було 31 помешкання (65/км²).
Расовий склад населення:
| - 64,6 % — білих - 14,6 % — корінних американців - 18,8 % — осіб інших рас |

До двох чи більше рас належало 2,1 %. Частка іспаномовних становила 20,8 % від усіх жителів.
За віковим діапазоном населення розподілялося таким чином: 22,9 % — особи молодші 18 років, 64,6 % — особи у віці 18—64 років, 12,5 % — особи у віці 65 років та старші. Медіана віку мешканця становила 37,0 року. На 100 осіб жіночої статі у селищі припадало 108,7 чоловіків;  на 100 жінок у віці від 18 років та старших — 76,2 чоловіків також старших 18 років.
Цивільне працевлаштоване населення становило 8 осіб. Основні галузі зайнятості: транспорт — 50,0 %, фінанси, страхування та нерухомість — 50,0 %.